# تپه قلعه‌خرابه
تپه قلعه خرابه در شهرستان دامغان، روستای صیدآباد واقع شده و این اثر در تاریخ ۶ آذر ۱۳۷۸ با شمارهٔ ثبت ۲۴۸۱ به‌عنوان یکی از آثار ملی ایران به ثبت رسیده است.